# We Are One (álbum)
We Are One es el decimoséptimo álbum de estudio de la banda alemana de heavy metal U.D.O., publicado en 2020 por AFM Records. Sus canciones fueron grabadas con el apoyo de la Orquesta Sinfónica del Ejército Alemán, por ende en su portada aparece como U.D.O and Das Musikkorps der Bundeswehr.
El disco, que mezcla el heavy metal con el metal sinfónico, contiene material inédito escrito por los miembros de U.D.O. y el director de la orquesta, el teniente coronel Christoph Scheibling. Además participaron en su composición los exintegrantes de Accept Stefan Kaufmann y Peter Baltes, como también los escritores de la orquesta Guido Rennert y Alexander Reuber.

## Antecedentes
En 2015, U.D.O. publicó el DVD Navy Metal Night que fue grabado con la colaboración de la otrora orquesta del Ejército Alemán: Marinemusikkorps Nordsee. La banda mantuvo las relaciones con la renovada orquesta titulada ahora como Das Musikkorps der Bundeswehr y con la cual dieron algunos conciertos en 2015 y 2018. Uno de los espectáculos dados en 2018 tuvo un gran éxito, sobre él Udo Dirkschneider señaló: «Había un 40 % de los fanáticos del metal y el resto eran fanáticos de la orquesta, e incluso había personas mayores como yo». Desde entonces ambas agrupaciones querían seguir trabajando pero de una manera más intensa, con la idea principal de grabar un álbum colaborativo.
El desarrollo del álbum tardó cerca de un año. Al principio, la banda presentó treinta maquetas a la orquesta quienes juntos eligieron cerca de una docena las que fueron arregladas antes de iniciar el proceso de grabación. Según Dirkschneider, fue durante la grabación en donde se compusieron nuevas canciones y se modificaron los tonos y los tempos. Para la composición, U.D.O. contó con la colaboración del director de la orquesta el teniente coronel Christoph Scheibling, los escritores de la orquesta Guido Rennert y Alexander Reuber, Stefan Kaufmann y de su excompañero en Accept, Peter Baltes. Sobre este último, Dirkschneider contó que esta fue la primera vez que hablaban desde 2005 y que se sumó al equipo luego de enterarse sobre el proyecto. Las letras de las canciones tratan sobre los actuales problemas de la humanidad, como por ejemplo el cambio climático, las dificultades de los refugiados, la contaminación ambiental y las posturas extremas de la política.

## Lista de canciones
| N.º | Título                          | Duración |  |
| 1.  | «Pandemonium»                   | 5:27     |  |
| 2.  | «We Are One»                    | 4:43     |  |
| 3.  | «Love And Sin»                  | 7:11     |  |
| 4.  | «Future is the Reason Why»      | 5:02     |  |
| 5.  | «Children of the World»         | 6:35     |  |
| 6.  | «Blindfold (The Last Defender)» | 4:20     |  |
| 7.  | «Blackout»                      | 2:40     |  |
| 8.  | «Mother Earth»                  | 4:10     |  |
| 9.  | «Rebel Town»                    | 5:30     |  |
| 10. | «Natural Forces»                | 3:28     |  |
| 11. | «Neon Diamond»                  | 5:45     |  |
| 12. | «Beyond Gravity»                | 4:33     |  |
| 13. | «Here We Go Again»              | 5:06     |  |
| 14. | «We Strike Back»                | 3:52     |  |
| 15. | «Beyond Good And Evil»          | 6:29     |  |

## Posicionamiento en listas
| País      | Lista                   | Máxima posición |
| --------- | ----------------------- | --------------- |
| Alemania  | Media Control Charts    | 8               |
| Finlandia | Suomen virallinen lista | 33              |
| Suecia    | Sverigetopplistan       | 60              |
| Suiza     | Schweizer Hitparade     | 19              |

## Músicos
- Udo Dirkschneider: voz
- Andrey Smirnof: guitarra
- Fabian Dee Dammers: guitarra
- Tilen Hudrap: bajo
- Sven Dirkschneider: batería y coros en «Here We Go Again»
- Manuela Markovic: coros en «Blindfold (The Last Defender)», «Neon Diamond» y «Beyond Good And Evil»
- Thomas Zoller: gaita en «Beyond Gravity»
- Harrison Young: piano en «Blindfold (The Last Defender)»
- Tim Schmitz: saxofón en «Neon Diamond»
- Das Musikkorps der Bundeswehr: orquesta sinfónica